# 96344 Scottweaver
96344 Scottweaver este un asteroid din centura principală de asteroizi.

## Descriere
96344 Scottweaver este un asteroid din centura principală de asteroizi. A fost descoperit pe 5 septembrie 1997 la Alfred University de A. Robbins. Asteroidul prezintă o orbită caracterizată de o semiaxă mare de 2,21 ua, o excentricitate de 0,16 și o înclinație de 3,1° în raport cu ecliptica.